# Explicit Game
Explicit Game — другий студійний альбом американського репера Дрю Дауна, виданий 6 вересня 1994 р. лейблом Relativity Records. Більшість треків раніше вийшли на попередній платівці Fools from the Street (також відома як Dru Down), що має майже ідентичну обкладинку. Альбом фактично є перевиданням Fools from the Street. Виконавчі продюсери: Акррааа Дж. Пейвел, Кріс Гікс.
Сингл «Pimp of the Year» (як семпли використано «Seven Minutes of Funk» The Whole Darn Family та «Shorty the Pimp» Дона Джуліана) посів 65-те сходинку Billboard Hot 100, 14-те Hot Rap Tracks.

## Список пісень
| #   | Назва                                     | Продюсер(и)                                                    | Тривалість |
| --- | ----------------------------------------- | -------------------------------------------------------------- | ---------- |
| 1.  | «Pimp of the Year»                        | Ant Banks; Dru Down (співпрод.)                                | 4:14       |
| 2.  | «Ice Cream Man» (з участю Luniz)          | Gino Blackwell; Knumskull (співпрод.)                          | 5:18       |
| 3.  | «Rescue 911» (з участю Yukmouth)          | Tone Capone; Dru Down (співпрод.)                              | 6:37       |
| 4.  | «Realer Than Real»                        | Tone Capone                                                    | 4:29       |
| 5.  | «Rigged» (з участю Luniz)                 | K. Foster                                                      | 4:21       |
| 6.  | «Bad Boys» (з участю JT the Bigga Figga)  | JT the Bigga Figga                                             | 5:40       |
| 7.  | «Should Have Said So»                     | Robin Duhe                                                     | 6:13       |
| 8.  | «Talkin' Shit» (з участю)                 | Ant Banks                                                      | 4:45       |
| 9.  | «Ain't No Stoppin'»                       | K. Foster                                                      | 3:40       |
| 10. | «Hoo Ride» (з участю Luniz)               | Gino Blackwell                                                 | 4:54       |
| 11. | «Call Me Dru Down»                        | Ant Banks                                                      | 3:38       |
| 12. | «No One Loves You» (з участю Yukmouth)    | Robin Duhe                                                     | 4:00       |
| 13. | «Talk How You Feel» (з участю Knumskull)  | Gino Blackwell; Beeeach, C&H, Pure Cane, Knumskull (співпрод.) | 3:45       |
| 14. | «Fools from the Streets» (з участю Luniz) | K. Foster; C&H, Dru Down (співпрод.)                           | 5:11       |
| 15. | «Bonus Track» (з участю Luniz)            | K. Foster                                                      | 4:38       |

## Чартові позиції
| Чарт (1994)               | Найвища позиція |
| ------------------------- | --------------- |
| US Top R&B/Hip-Hop Albums | 46              |
| Чарт (1995)               | Найвища позиція |
| US Top Heatseekers        | 31              |